# Гринхалш, Харвуд
Эрнест Харвуд Гринхалш (англ. Ernest Harwood Greenhalgh; 6 марта 1849, Мансфилд — 11 июля 1922, Ноттингем) — английский футболист, защитник. Наиболее известен как защитник сборной Англии в первом в истории матче футбольных сборных.

## Биография
Уроженец Мансфилда, Гринхалш играл за футбольный клуб «Ноттс Каунти» с 1869 по 1883 год. Это было ещё до основания Футбольной лиги, поэтому точная статистика его выступлений неизвестна, однако считается, что он провёл за клуб более 147 матчей. С 1872 года был капитаном «Ноттс Каунти». Его переход в клуб в 1869 году помог «существенно улучшить» результаты команды из-за «огромного влияния и лидерских качеств» Гринхалша. В 1883 году помог команде выйти в полуфинал Кубка Англии.
В ноябре 1872 года был приглашён в первый в истории состав сборной Англии на предстоящий матч против сборной Шотландии. В составе англичан был одним из двух футболистов не из Лондона или не из команды университета. В матче играл на позиции единственного защитника в схеме «1-1-8» или «1-2-7». Гринхалш и Ченери были двумя игроками из того первого состава англичан, которые получили вызов в сборную на второй матч, который прошёл 8 марта 1873 года.
После завершения карьеры игрока основал футбольный клуб «Гринхалш» в Мансфилде, а также стал владельцем футбольного стадиона «Филд Милл».